# 朱有花
朱有花（1953年—），台灣天文學家，曾任伊利諾大學香檳分校天文系主任，現為該系榮譽退休教授；亦曾擔任中華民國中央研究院天文及天文物理研究所所長，現為該機構特聘研究員。主要研究領域是以大麥哲倫星系以及小麥哲倫星系為研究對象，研究在星際介質和星球之間的交互作用以及系外行星的觀測。

## 生平
朱有花在1971年自台北市立第一女中、1975年自國立台灣大學物理學系畢業。1981年取得柏克萊加州大學天文博士。此後擔任伊利諾大學香檳分校天文系教授、系主任。朱的夫婿是伊利諾大學香檳分校的物理系教授。他們育有兩女一子。
2014－2020年，朱有花擔任中華民國天文學會第25、26屆理事長。
2014年9月，朱有花接任中央研究院天文及天文物理研究所所長，後於2020年卸任交接予王祥宇。

## 榮譽
2021年6月16日，國際天文學聯合會將461981號小行星命名「朱有花（Chuyouhua）」，以表揚其天文成就。

## 外部連結
- 朱有花crescent （页面存档备份，存于），people （页面存档备份，存于），伊利諾大學天文系
- 牛頓雜誌訪問朱有花教授，2003年11月
- 中央研究院介紹朱有花 （页面存档备份，存于）

| 前任： 賀曾樸 | 中央研究院 天文暨天文物理研究所所長 2014年9月—2020年8月31日 | 繼任： 王祥宇 |